# گای پویتوین
گای پویتوین (انگلیسی: Guy Poitevin; ۱۹ اکتبر ۱۹۲۷ – ۲ دسامبر ۲۰۰۸) بازیکن فوتبال اهل فرانسه بود.
از باشگاه‌هایی که در آن بازی کرده‌است می‌توان به باشگاه فوتبال نیس و باشگاه فوتبال لیل اشاره کرد.